# مجموعة دول الساحل الخمس
مجموعة دول الساحل الخمس ( (بالفرنسية: G5 du Sahel)‏ ) هو إطار مؤسسي لتنسيق التعاون الإقليمي في سياسات التنمية والشؤون الأمنية في غرب إفريقيا. تم تشكيلها في 16 فبراير 2014 في نواكشوط، موريتانيا،  في قمة شملت خمسة من دول الساحل  بوركينا فاسو وتشاد ومالي وموريتانيا والنيجر .  اعتمدت اتفاقية التأسيس في 19 ديسمبر 2014،  ومقرها بشكل دائم في موريتانيا. يتم تنظيم التنسيق على مستويات مختلفة. يتم تنسيق الجانب العسكري من قبل رؤساء أركان الدول المعنية. الغرض من المجموعة هو تعزيز الروابط بين التنمية الاقتصادية والأمن،  ومحاربة تهديد المنظمات الجهادية العاملة في المنطقة ( تنظيم القاعدة في بلاد المغرب الإسلامي، جماعة التوحيد، المرابطون، بوكو حرام).

## تاريخ
في 1 أغسطس 2014، أطلقت فرنسا مهمة لمكافحة الإرهاب، تحت مسمى عملية برخان، ونشرت 3000 جندي في الدول الأعضاء في مجموعة الساحل.  في 20 ديسمبر / كانون الأول، دعت مجموعة دول الساحل الخمس ، بدعم من الاتحاد الأفريقي في مجلس الأمن التابع للأمم المتحدة إلى تشكيل قوة دولية «لتحييد الجماعات المسلحة، والمساعدة في المصالحة الوطنية، وإقامة مؤسسات ديمقراطية مستقرة في ليبيا».  وقد قوبلت هذه الدعوة بمعارضة من الجزائر.[بحاجة لمصدر]
في يونيو 2017، طلبت فرنسا من مجلس الأمن التابع للأمم المتحدة الموافقة على نشر قوة عمل لمكافحة الإرهاب تتألف من 10000 جندي في مجموعة دول الساحل الخمس.   وافق البوندسفير الألماني على المساهمة بنحو 900 جندي لمساعدة البعثة. سيتم استخدامها في الغالب في منطقة غاو بشمال مالي لأغراض المراقبة.  ووافق الاتحاد الأوروبي على تقديم 50 مليون يورو لتمويل القوة.  أعربت روسيا والصين عن دعمهما للعملية، بينما لم تتفق الولايات المتحدة والمملكة المتحدة على التمويل.   توصلت فرنسا والولايات المتحدة إلى اتفاق في 20 يونيو 2017.  في اليوم التالي، وافق مجلس الأمن التابع للأمم المتحدة بالإجماع على نشر قوة عمل لمكافحة الإرهاب تابعة لمجموعة دول الساحل الخمس.  في 29 يونيو، أعلن وزير الخارجية الفرنسي جان إيف لو دريان أن الجيش الفرنسي سيتعاون مع مجموعة دول الساحل الخمس. 
في 28 أبريل 2025، و في ظل التحولات العميقة التي تشهدها منطقة الساحل الإفريقي وما يرافقها من إعادة تشكيل خارطة التحالفات الإقليمية والدولية، استقبل الملك محمد السادس، بالقصر الملكي في الرباط، وزراء الشؤون الخارجية للدول الثلاث الأعضاء في “تحالف دول الساحل”. ويتعلق الأمر بكل من كاراموكو جون ماري تراوري (بوركينا فاسو)، وعبد الله ديوب (مالي)، وباكاري ياوو سانغاري (النيجر)، و خلال الاستقبال، عبّر وزراء خارجية الدول الثلاث عن امتنان رؤساء دولهم للملك محمد السادس، نظير اهتمامه المتواصل بقضايا منطقة الساحل، وانخراطه في مبادرات تنموية لفائدة شعوبها، كما جدّدوا دعمهم الكامل لمبادرة الربط الأطلسي، وأكدوا التزامهم بالعمل المشترك من أجل تسريع تنفيذها لما تحمله من آفاق اقتصادية وتنموية واعدة، وفي سياق متصل، قدم الوزراء للملك محمد السادس عرضا حول تطورات البناء المؤسساتي والعملي لتحالف دول الساحل، الذي أنشئ كإطار بديل للتنسيق والتكامل بعد انسحاب الدول الثلاث من مجموعة “إيكواس”، في ظل توجه متزايد نحو الاستقلالية الاستراتيجية وإعادة ترتيب العلاقات مع الشركاء الدوليين.   

## الدول الأعضاء
| اسم          | تاريخ الانضمام  |
| ------------ | --------------- |
| بوركينا فاسو | فبراير 16, 2014 |
| تشاد         | فبراير 16, 2014 |
| مالي         | فبراير 16, 2014 |
| موريتانيا    | فبراير 16, 2014 |
| النيجر       | فبراير 16, 2014 |

### القادة الحاليون

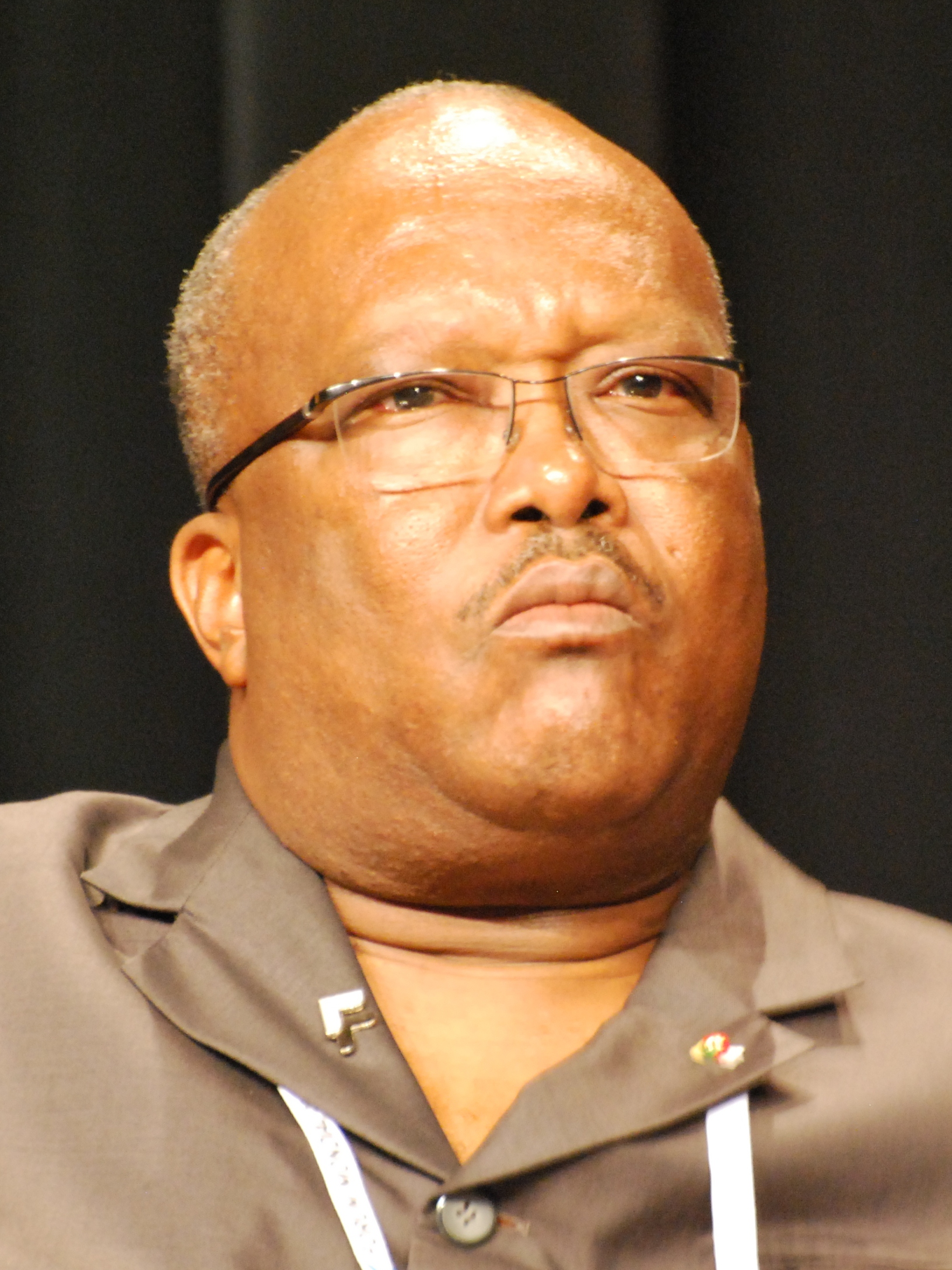
بوركينا فاسو الرئيس روش مارك كريستيان كابوري.
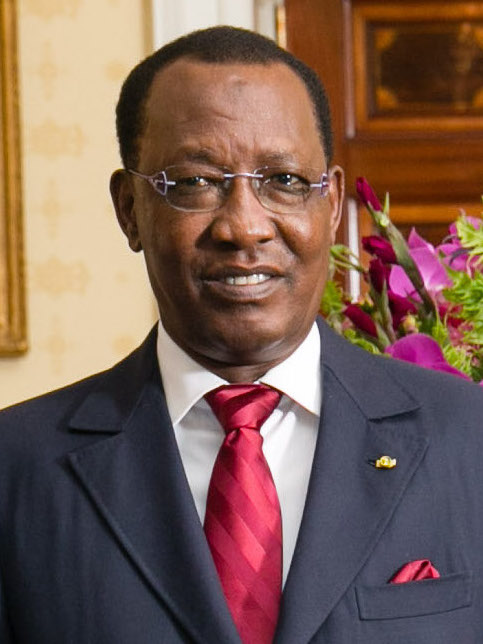
تشاد الرئيس إدريس ديبي (توفي, 20 أبريل 2021).
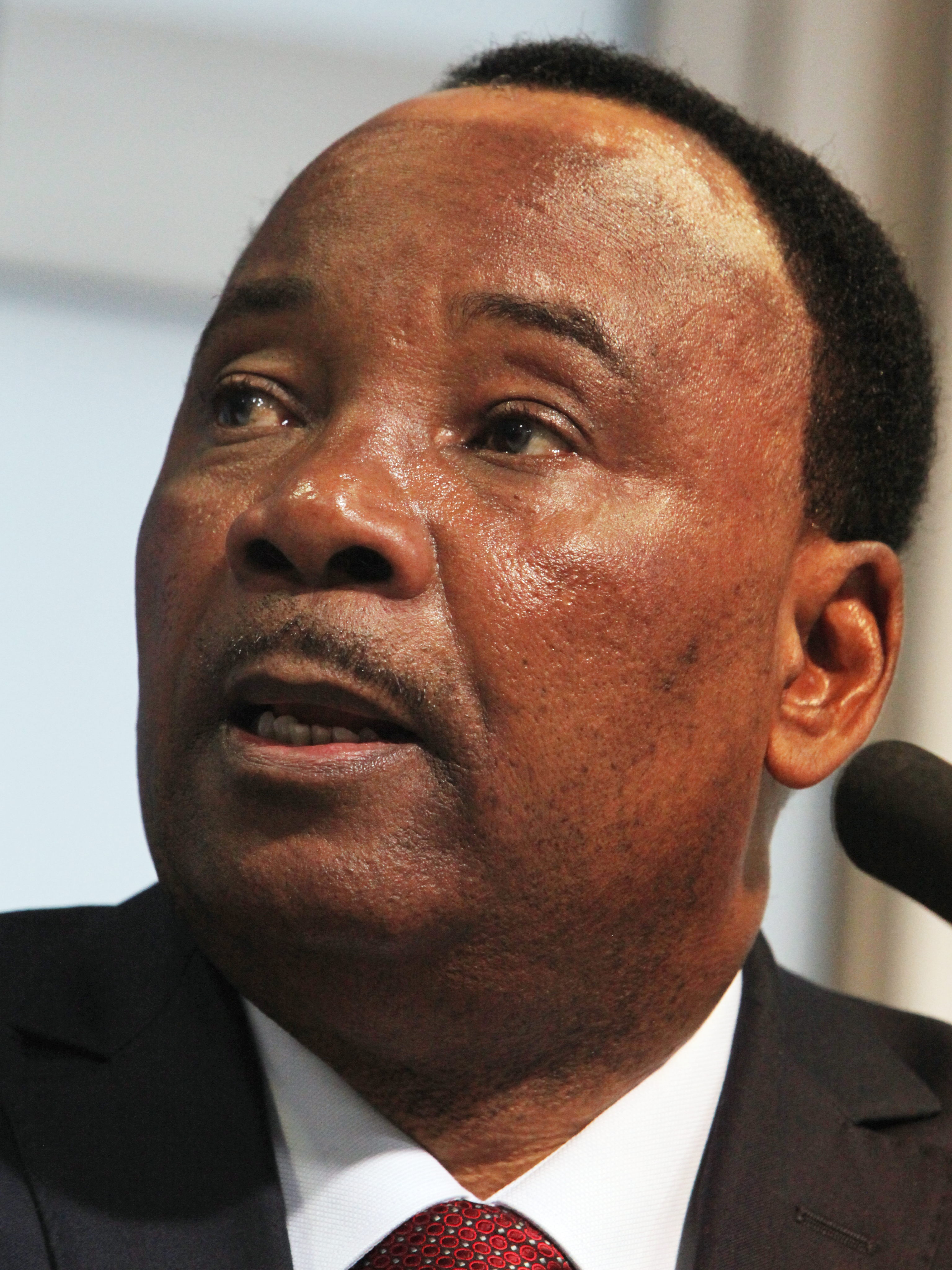
النيجر الرئيس محمد يوسفو.
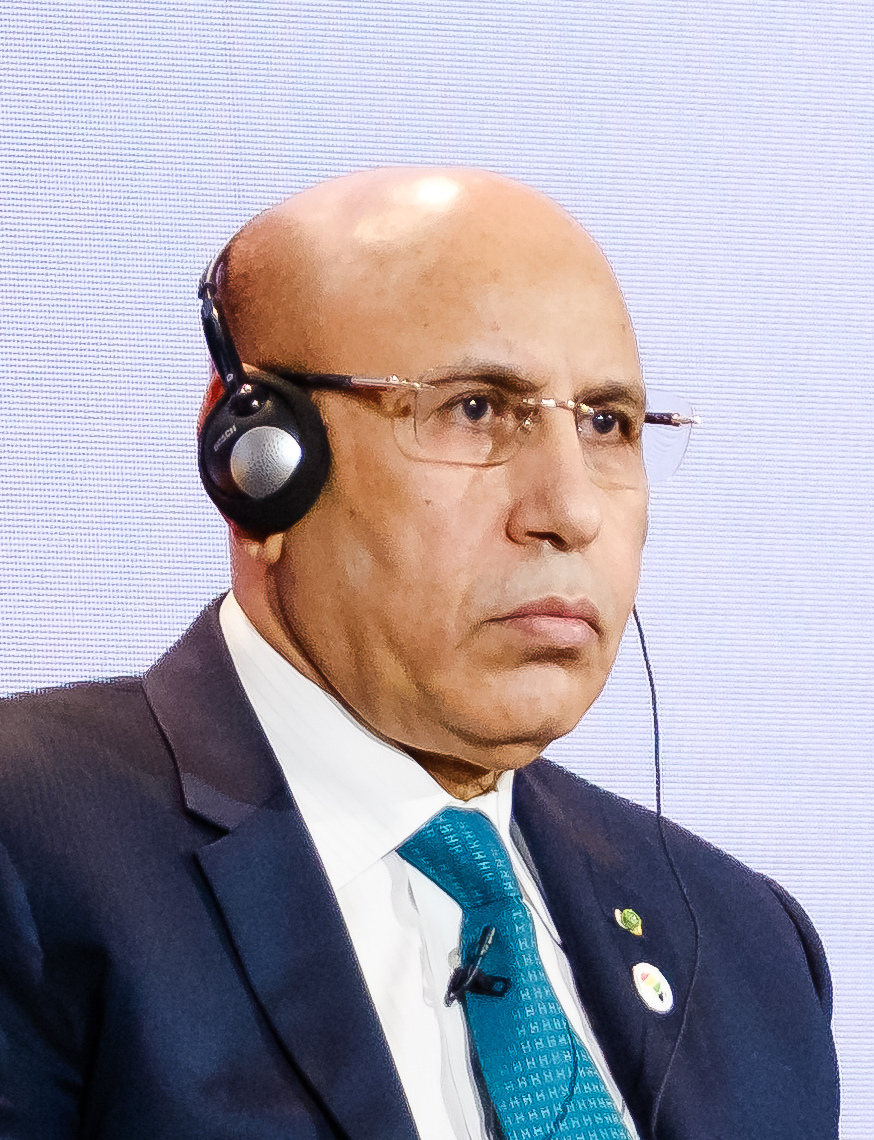
موريتانيا الرئيس محمد ولد الغزواني.

## روابط خارجية
- الموقع الرسمي
- غرب إفريقيا: منطقة الساحل G 5 - البقاء على قيد الحياة في زمن COVID-19.